# José María Soler García
José María Soler García (Villena, Alt Vinalopó, 1905 - 1996) va ser un historiador valencià de la ciutat de Villena.
Dedicat a l'estudi i a la investigació, va ser cronista i arxiver de Villena des de 1950 i també, des d'este mateix any, comisari local d'excavacions arqueològiques. Se li va designar 'director perpetu' del Museu Arqueològic de Villena i va pertànyer alhora a diversos centres i institucions.

## Trajectòria personal

### Arqueologia

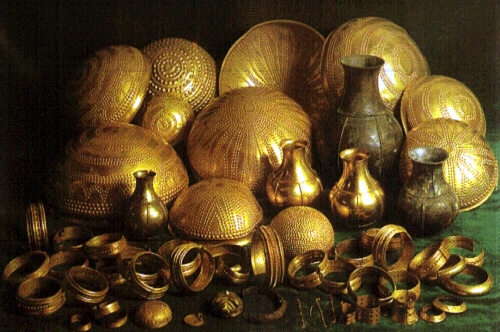
Tresor de Villena, trobat per Soler el 1963

El 1939, finalitzada la Guerra Civil espanyola, Soler va dedicar la major part de la seua activitat investigadora a l'arqueologia de la zona de Villena. Durant molts anys va realitzar una notable tasca de camp dedicada a la prospecció de la comarca de Villena, descobrint poblats i jaciments prehistòrics entre el que destaquen el més antic, un jaciment de l'època musteriense del Paleolític mitjà i l'excepcional poblat del Bronze conegut com el Cabezo Redondo, les singulars circumstàncies del qual li convertixen en un dels més importants d'esta època a Espanya.
No van ser menys de vint els jaciments prehistòrics descoberts dins de la comarca per José María Soler, i en ells va efectuar una labor d'excavació i estudi, els resultats de la qual estan exposats al museu arqueològic que porta el seu nom. Allí es troben els materials provinents de les troballes i excavacions realitzades per Soler, en una tasca portada a terme personalment, amb l'esporàdic auxili d'algun col·laborador i sense pràcticament mitjans ni ajudes oficials.
El "Tresor de Villena", compost per 66 peces, la quasi totalitat d'or, va ser trobat per Soler el 1963. Actualment constitueix la major troballa àuria de la prehistòria a la península Ibèrica i la segona major de tot Europa,

### Publicacions
Va escriure diversos llibres sobre els seus treballs arqueològics, d'altres d'investigació històrica i un diccionari sobre les variants dialectals del castellà a Villena. A més, va donar conferències i va escriure articles en periòdics i revistes de diferents categories.

## Condecoracions
Algunes de les distincions destacades que va rebre són les següents:
- Medalla d'Or de Villena
- Medalla d'Or de la província d'Alacant
- Medalla de Bronze al mèrit en les Belles Arts (8 de maig de 1980)
- Premi de Musicologia del CSIC
- Premi Montaigne de la Fundació FvS d'Hamburg
- Nombrament com a Doctor honoris causa per la Universitat d'Alacant (1985)

## Història de Villena
Entre les seves obres hi ha Història de Villena: des de la Prehistòria fins al segle XVIII és una obra de José María Soler García escrita entre 1981 i 1990 i publicada mensualment al periòdic local Villena. El conjunt de l'obra es va editar per primera vegada en 2006, i es va reeditar en 2009, ja que s'havia esgotat la primera edició.
L'obra presenta i contextualitza gran part de les investigacions de Soler en la història de Villena, la seua ciutat natal, tasca que portava desenvolupant des de mitjan dècada de 1920. Per redactar l'obra, Soler es va basar en els seus articles i obres, a més de les seues recerques encara inèdites, així com en les opinions i investigacions de Menéndez Pidal, Lévi-Provençal, Vila de Hugarte, González Simancas, Miquel Tarradell i altres importants historiadors. Aquesta obra, encara que alguns dels seus punts han sigut discutits i rebatuts en dates posteriors, segueix sent l'obra de major envergadura i més fidedigna de quantes es dediquen a la història i prehistòria Villena en particular, però també de la història de l'Alt Vinalopó en conjunt.
L'obra s'estructura al voltant de sis grans unitats temàtiques:
- L'escenari geogràfic: entorn físic de Villena i la seua comarca.
- Prehistòria: els primers habitants de les terres villeneres, on presenta la majoria dels seus treballs arqueològics.
- Protohistòria: els ibers i la primera romanització.
- Edat Antiga: la romanització i els vestigis d'època romana.
- Edat Mitjana: conquesta visigoda i musulmana; posterior conquesta cristiana; política, societat i esdeveniments fins a 1480.
- Edat Moderna: política, societat i esdeveniments fins a principis del segle xviii.